# 1041.
◄ | 10. stoljeće | 11. stoljeće | 12. stoljeće | ►
◄ | 1010-ih | 1020-ih | 1030-ih | 1040-ih | 1050-ih | 1060-ih | 1070-ih | ►
◄◄ | ◄ | 1038. | 1039. | 1040. | 1041. | 1042. | 1043. | 1044. | ► | ►►
Arhitektura • Astronomija • Knjige • Književnost • Kršćanstvo • Pravo • Promet • Znanost

## Smrti
- Mihael IV. Paflagonac, bizantski car

## Vanjske poveznice
|  | Zajednički poslužitelj ima još gradiva o temi 1041. |